# Jaroslau II de Vladimir
Jaroslau II (Яросла́в II Все́володович), de nome cristão Teodoro (Феодо́р) (Pereslavl-Zalessky, 8 de fevereiro de 1191 – Caracórum, 30 de setembro de 1246) foi o Grão Príncipe de Vladimir (1238–1246) que ajudou a recuperar seu país e capital após a  Invasão mongol da Rússia.

## Príncipe de Pereyaslav
Jaroslau era o quarto filho de Usevolodo III de Vladimir e Maria Shvarnovna.
Em 1200, foi mandado por seu pai para comandar a cidade de Pereyaslav perto dos estepes quipechaques. Seis anos mais tarde, foi chamado pelo Boiardo do Aliche para comandar a cidade, mas não conseguiu reclamar o trono. Então, foi mandado para tomar Riazã, mas a oposição dos teimosa dos habitantes levou a cidade a queimar. Em 1209, Usevolodo mandou Jaroslau para opor Mistislau, o Ousado em Novogárdia. Após diversas batalhas, os dois príncipes fizeram paz, e Jaroslau casou com a filha de Mistislau.
Em seu leito de morte, Usevolodo, o Grande Ninho o deixou Pereslavl-Zalessky. No conflito entre seus irmãos mais velhos, Constantino e Jorge, Jaroslau apoiou o último. Em 1215, aceitou a oferta dos novogárdios para tornar-se seu príncipe mas, desejando vingança por sua antiga traição, capturou Torzhok e bloqueou as cargas de grão para Novogárdia. Vários meses depois, foi derrotado por seu sogro no rio Lipitsa e teve que recuar para Pereslavl; um capacete que ele perdeu durante a batalha foi recuperado por arqueologistas em 1808.

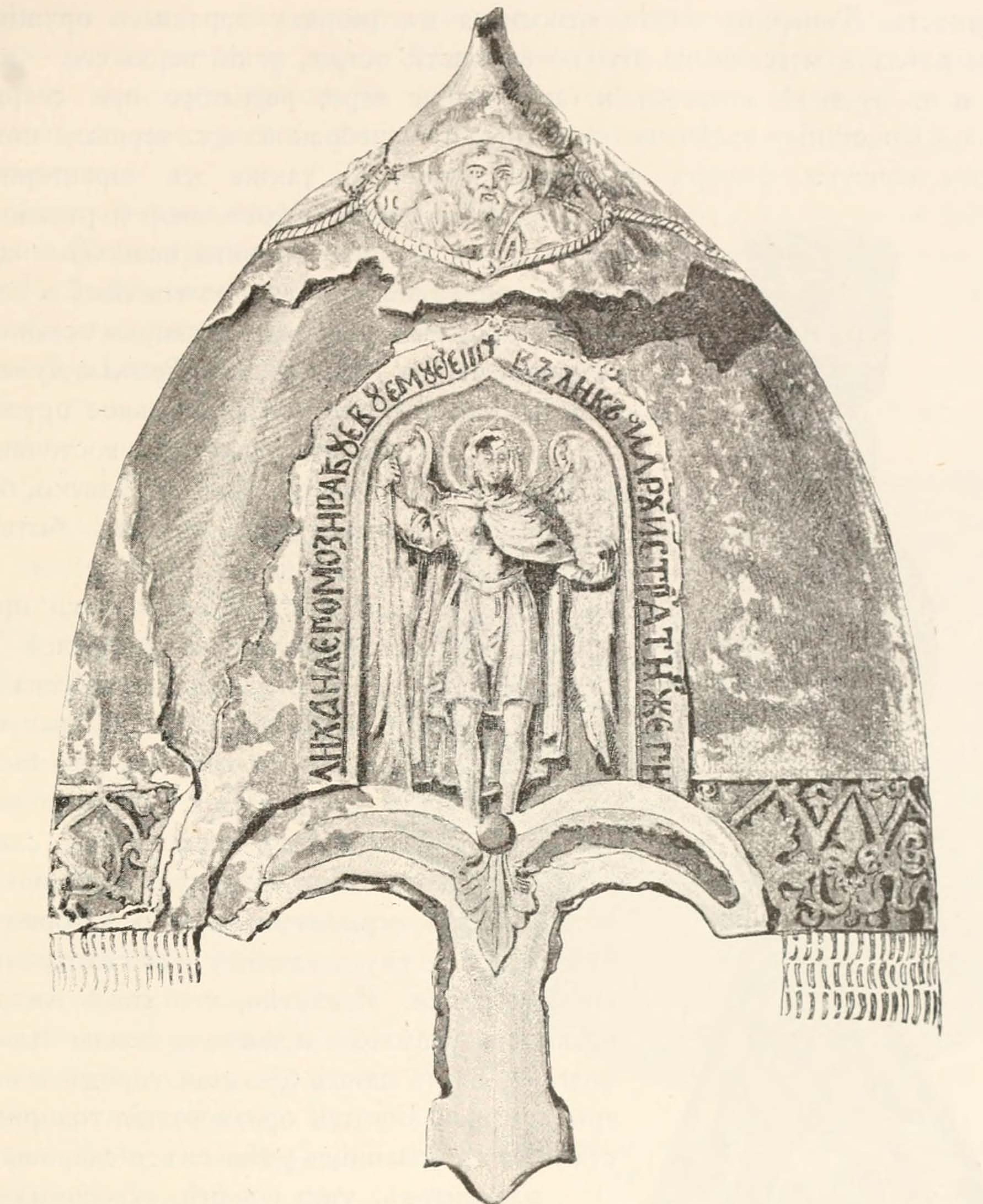
capacete perdido por Jaroslau na Batalha de Lipitsa e recuperado por um plebeu em 1808.

## Príncipe de Novogárdia e Quieve
Em 1222, Jaroslau, finalmente no trono de Novogárdia, conquistou a atual Estônia e sitiou a capital Colivã. Quatro anos depois, Guerras Novogárdia-Finlandesa e batizou Carélia. Sua próxima ambição era subjugar Pescóvia, mas os novogárdios recusaram-se a entrar em guerra com seus vizinhos. Jaroslau deixa a coroa. Em 1234, retornou à Novogárdia e diversos anos depois derrotou os lituanos e a Ordem Teutónica. Em 1236, seguiu o conselho de Daniel da Galícia e se mudou para Quieve, deixando seu filho Alexander como seu representante no Norte.

## Príncipe de Vladimir
Em 1238, quando os Mongóis primeiro invadiram a Rússia de Quieve, e seu irmão mais velho Jorge foi morto em batalha, Jaroslau saiu de Quieve para Vladimir, onde se tornou grão-príncipe. Jaroslau tentou restaurar as cidades de Vladimir-Susdália após o mongóis. Em 1243, foi chamado por Batu Cã para sua capital, Sarai. Após uma longa conferência, retornou para Vladimir com honras. Dois anos depois,  foi novamente chamado lo Leste, desta vez por Guiuque em Caracórum. Lá, foi envenenado pela mãe do grão-cã, Toreguene Catum, e morreu uma semana depois de ser permitido voltar para casa.

## Casamentos e filhos

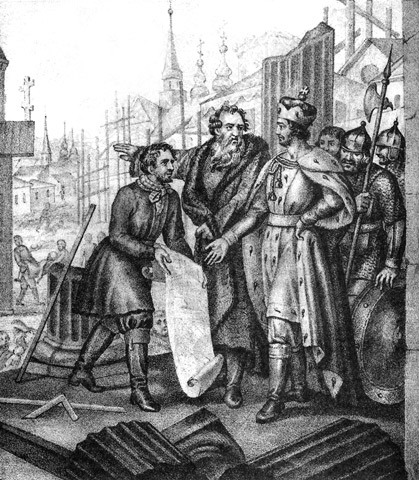
Grão-príncipe Jaroslau reconstrói as cidades da Rússia de Quieve após a Invasão mongol da Rússia por Boris Chorikov.

Jaroslau casou com sua primeira esposa a cerca de 1205. Ela era a filha de Jorge Kondakovich, cã dos Cumanos. O povo dela tinha origem turca.
Em 1214, Jaroslau casou com sua segunda esposa, Rostislava Mstislavna. filha de Mistislau, o Ousado e outra princesa cumana. Se divorciaram em 1216.
Em 1218, Jaroslau casou com sua terceira esposa, Teodósia Igorevna de Riazã. Filha de Igor Glebovich e Agrafena de Quieve. Seu pai era o segundo filho de Glebo Rostislavich, de Riazã e Eufrósina de Pereyaslavl. Sua mãe era filha de Rostislau I de Quieve. Tiveram ao menos doze filhos:
- Teodoro Yaroslavich (1219 – 5 de Junho de 1233).
- Alexandre I de Quieve (30 de Maio de 1220 – 14 de Novembro de 1263).
- André II de Vladimir (1222 – 1264).
- Miguel Khorobrit.
- Daniel Yaroslavich (1256).
- Jaroslau de Tver (9 de Setembro de 1271).
- Constantino Yaroslavich.
- Maria Yaroslavna (1240).
- Basílio de Kostroma (1241–1276).
- Atanásio Yaroslavich.
- Eudóxia Yaroslavna.
- Juliana Yaroslavna.